# Петр (Дмитриев)
Епи́скоп Пе́тр (в миру Ива́н Вячесла́вович Дми́триев; 2 мая 1979, Рязань) — архиерей Русской православной церкви, епископ Бердянский и Приморский.

## Биография
Был крещён в 1979 году во Всехсвятском кафедральном соборе города Тулы.
В 1996 году окончил среднюю образовательную школу № 14 города Рязани и поступил в Псковское духовное училище, которое окончил в 1999 году. В 1999 году был зачислен на 2-й курс Московской духовной семинарии.
28 декабря 2000 года был принят на должность иподиакона, а 12 января 2001 года — на должность младшего референта Московского епархиального управления.
23 декабря 2003 года в Успенском храме Московского Новодевичьего монастыря митрополитом Крутицким и Коломенским Ювеналием (Поярковым) пострижен в монашество с наречением имени Петр в честь апостола Петра, а 26 декабря там же совершены хиротесия в иподиакона и рукоположение в сан иеродиакона. 20 января 2004 года указом митрополита Ювеналия назначен в штат Новодевичьего монастыря.
27 мая 2005 года назначен заведующим канцелярией Московского епархиального управления.
В 2005 году окончил Московскую духовную семинарию и поступил в Московскую духовную академию.
19 июня 2005 года в храме Всемилостивого Спаса Вознесенской Давидовой пустыни посёлка Новый Быт Чеховского района Московской области митрополитом Крутицким Ювеналием был рукоположён в сан иеромонаха с возложением набедренника и назначен в штат Богородице-Смоленского Новодевичьего монастыря.
С 19 июня 2005 по 5 мая 2008 года являлся настоятелем Преображенского крестового храма митрополичьей резиденции в Московском Новодевичьем монастыре.
11 сентября 2007 года был освобождён от обязанностей клирика Московского Новодевичьего монастыря и назначен настоятелем Троицкого храма посёлка Назарьево Одинцовского района Московской области.
18 февраля 2008 года одновременно назначен настоятелем храма великомученика Георгия Победоносца посёлка Горки-10 Одинцовского района Московской области.
В 2008 году закончил Московскую духовную академию. В 2008—2010 годы преподавал литургику в Коломенской духовной семинарии.
20 сентября 2012 года одновременно назначен настоятелем Преображенского крестового храма митрополичьей резиденции в Московском Новодевичьем монастыре.
9 апреля 2013 года освобождён от должности заведующего канцелярией Московского епархиального управления и обязанностей настоятеля Преображенского Крестового храма Митрополичьей резиденции в Богородице-Смоленском Новодевичьем монастыре, Троицкого храма посёлка Назарьево и Георгиевского храма посёлка Горки-10 и до решения Священного синода Русской православной церкви назначен временно исполняющим обязанности игумена Богородице-Рождественского Бобренева мужского монастыря села Старое Бобренево Коломенского района Московской области. 29 мая того же года решением Священного синода назначен настоятелем (игуменом) данного монастыря.
7 июня 2013 года в Феодоровском храме Бобренева монастыря был возведён в сан игумена с вручением игуменского посоха митрополитом Крутицким и Коломенским Ювеналием (Поярковым).
22 декабря 2015 года указом митрополита Ювеналия назначен членом епархиального совета Московской (областной) епархии.
24 марта 2016 года назначен благочинным церквей Коломенского округа Московской епархии, состоявшего из храмов Коломенского района.

### Архиерейство
21 октября 2016 года решением Священного синода РПЦ был избран епископом Луховицким, викарием Московской областной епархии. Его кафедральным храмом стал Христорождественский храм города Луховиц. 23 октября в храме в честь иконы Божией Матери «Нечаянная Радость» посёлка санатория «Подмосковье» города Домодедово митрополитом Ювеналием был возведён в сан архимандрита. 25 октября в Тронном зале кафедрального соборного храма Христа Спасителя в Москве состоялось наречение архимандрита Петра во епископа Луховицкого, викария Московской областной епархии.
26 октября в праздник Иверской иконы Божией Матери в Новодевичьем монастыре города Москвы состоялась его хиротония во епископа Луховицкого, которую совершили патриарх Московский и всея Руси Кирилл, митрополит Крутицкий и Коломенский Ювеналий (Поярков), епископ Илиан (Востряков), епископ Видновский Тихон (Недосекин), епископ Серпуховской Роман (Гаврилов), епископ Солнечногорский Сергий (Чашин), епископ Воскресенский Савва (Михеев), епископ Балашихинский Николай (Погребняк), епископ Зарайский Константин (Островский).
13 апреля 2021 года епископу Петру определено быть викарием митрополита Крутицкого и Коломенского.
23—24 сентября 2021 года решением Священного Синода назначен преосвященным Тарским и Тюкалинским.
11 октября 2023 года решением Священного Синода назначен преосвященным Златоустовским и Саткинским 
15 мая 2025 года освобождён от управления Златоустовской епархией и назначен преосвященным Бердянским и Приморским. 

## Награды
- Церковные:
  - 2005 — набедренник
  - 2008 — грамота Благословенная
  - 2009 — наперсный крест
  - 2010 — грамота «За усердные труды на ниве духовно-нравственного просвещения и образования»
  - 2012 — медаль «В память 200-летия победы в Отечественной войне 1812 года»
  - 2014 — Благодарственная грамота
  - 2015 — Медаль «За усердное служение» III степени.
  - 2015 — Медаль «В память 1000-летия преставления равноапостольного великого князя Владимира»
  - 2015 — Медаль «За усердное служение» II степени.
  - 2016 — Медаль «За усердное служение» I степени.
  - 2020 — Медаль «Патриаршая благодарность»[19]
  - 2023 — Медаль священномученика Фаддея, архиепископа Тверского, II степени (Тверская митрополия)[20]
- Региональные:
  - 2021 — Знак преподобного Сергия Радонежского (Московская область)[21]

## Публикации
- Из истории кладбищенского Александро-Невского храма села Дединово // Московские епархиальные ведомости. — 2015. — № 7. — С. 113—119.
- Из истории Богородицерождественского и Воскресенского храмов села Дединово // Московские епархиальные ведомости. — 2015. — № 9. — С. 121—133.
- Из истории Казанского храма села Дединово // Московские епархиальные ведомости. — 2016. — № 10. — С. 104—112.
- Слово архимандрита Петра (Дмитриева) при наречении во епископа Луховицкого, викария Московской епархии Архивная копия от 23 февраля 2017 на Wayback Machine // patriarchia.ru, 25 октября 2016
- Троицкий храм в селе Дединово // Московские епархиальные ведомости. — 2016. — № 12. — С. 103—117.
- Особенности церковно-исторического развития села Дединово в конце XIX — начале XX века (По документам Александро-Невского храма) // Современная научная мысль. — М., 2017. — № 1. —С. 48-55.
- Вехи истории Богородицерождественского и Воскресенского храмов села Дединово // Земля Луховицкая: историко-литературный альманах. — Вып. 4. — Рязань, 2017. — С. 64-71.
- 75-летие архиепископа Можайского Григория // Московские епархиальные ведомости. — 2017. — № 1. — С. 2—9.
- Из истории Казанского храма в Слемских Борках // Московские епархиальные ведомости. — 2017. — № 12. — С. 162—168.
- Из истории Троицкого храма в селе Троицкие Озерки // Московские епархиальные ведомости. — 2018. — № 6. — С. 124—131.
- Из истории Христорождественского храма города Коломны// Московские епархиальные ведомости. — 2019. — № 8-9. — С. 165—174.
- Из истории Ильинского храма в Сандырях // Московские епархиальные ведомости. — 2020. — № 10. — С. 83—89.